# Ишимбайское специальное учебно-воспитательное учреждение
Ишимбайское специальное учебно-воспитательное учреждение для обучающихся с девиантным (общественно опасным) поведением закрытого типа — федеральное образовательное учреждение начального профессионального образования закрытого типа, находящееся в городе Ишимбае. Одно из 4 социальных училищ для девочек в России.
Ранее называлось: Специальное профессиональное училище № 1 закрытого типа.
Полное название — федеральное государственное бюджетное профессиональное образовательное учреждение «Ишимбайское специальное учебно-воспитательное учреждение для обучающихся с девиантным (общественно опасным) поведением закрытого типа».
Краткое название — Ишимбайское СУВУ.
Адрес: 453214, г. Ишимбай, Северная ул., д. 29.

## История
Участок для возведения корпусов спец. ПТУ № 64 были выбраны на окраине ишимбайского микрорайона Кусяпкулово. В 1973 году было завершено строительства комплекса специального профессионально-технического училища. В связи с этим во исполнение приказа Государственного Комитета Министров РСФСР по профессионально-техническому образованию № 213 от 25 мая 1973 г. официально создано учебное учреждения.
История переименований
В соответствии с приказом Госпрофобра РСФСР № 213 от 04.09.1984 г. спец. ПТУ № 64 г. Ишимбая переименовано в спец. ПТУ № 1 г. Ишимбая.
Приказом № 254 от 04.04.1995 г. Министерства народного образования Республики Башкортостан спец. ПТУ № 1 переименовано в специальное профессиональное училище № 1 г. Ишимбая Республики Башкортостан.
На основании постановления № 644 от 10.04.2001 г. администрации г. Ишимбая и Ишимбайского района специальное профессиональное училище № 1 г. Ишимбая Республики Башкортостан переименовано в Государственное образовательное учреждение специальное профессиональное училище № 1 закрытого типа г. Ишимбая Республики Башкортостан.
На основании приказа Федерального агентства по образованию от 04.05.2007 г. № 796 «О переименовании государственного образовательного учреждения специального профессионального училища № 1 закрытого типа г. Ишимбая Республики Башкортостан» переименован в Федеральное государственное учебно-воспитательное учреждение для детей и подростков с девиантным поведением «Специальное профессиональное училище № 1 закрытого типа г. Ишимбая Республики Башкортостан».
На основании приказа Министерства образования и науки Российской Федерации (Минобрнауки России) от 30.05.2011 г. № 1929 переименовать Федеральное государственное учебно-воспитательное учреждение для детей и подростков с девиантным поведением «Специальное профессиональное училище № 1 закрытого типа г. Ишимбая Республики Башкортостан» в федеральное государственное бюджетное специальное учебно-воспитательное учреждение для детей и подростков с девиантным поведением «Специальное профессиональное училище № 1 закрытого типа г. Ишимбая Республики Башкортостан».

## Обучение
Ишимбайское СУВУ ориентировано на содержание, обучение и реабилитацию девушек-подростков в возрасте от 11 до 18 лет, направляемых в воспитательное учреждение в соответствие со статей 26 № 120 ФЗ «Об основах системы профилактики безнадзорности и правонарушений несовершеннолетних».
Несовершеннолетние правонарушители из разных регионов страны поступают в училище на срок, определенный судом, до 3-х лет, но не более, чем до 18-летнего возраста.
Рассчитано заведение на 100 мест. Всего обучаются 50 девочек-подростков.
Они проходят школьное и профессиональное обучение, а именно:
- Основное общее, среднее (полное) общее, начальное и среднее профессиональное образование;
- Основное общее и среднее (полное) общее образование;
- Основное общее образование;
- Среднее (полное) общее образование;
- Начальное и среднее профессиональное образование;
- Начальное профессиональное образование;
- Среднее профессиональное образование;
- Обучение в образовательных учреждениях среднего профессионального образования;
- Обучение в образовательных учреждениях дополнительного профессионального образования (повышения квалификации) для специалистов, имеющих среднее профессиональное образование;
- Обучение на подготовительных курсах для поступления в образовательные учреждения среднего профессионального образования;

С 1973 года обучались более 4000 подростков.
школьное обучение
Односменная школа проводит занятия шесть дней в неделю, с продолжительность урока 45 минут. Начало занятий 8.30, окончание — в 12.55.
Внеурочное время воспитанниц занимает самоподготовка и кружковая работа.
В школе имеется 12 кабинетов, один кабинет информатики, один спортзал.
Кружки: танцевальный, вокальный, изобразительного искусства, «Рукодельница», «Инфознайка», спортивный, театральный.
профессиональная подготовка
Осуществляется по профессиям «Швея» (машинные работы); «Штукатур» (названия согласно Перечню профессий профподготовки из Приказа Минобрнауки РФ от 01.04.2011 г. № 1440), по основным программам профобразования
материально-техническая база
Мастерская швейная — 5 цехов;
Мастерская штукатуров;
Закройный участок;
2 класса для теоретических занятий;
2 Кабинета трудового обучения;
Кабинет слесаря-ремонтника швейного оборудования;
Склад готовой продукции.

## Структура
Площадь 44 тыс. 620 м².
На территории училища находятся 15 отдельно стоящих зданий и сооружений общей площадью 8802,7 м².: общежитие, административное здание, баня, бытовой корпус, гараж, изолятор, клуб, котельная, проходная, склад, здание школы и мастерских, столовая, напорная канализация, овощехранилище.
Училище состоит из следующих структурных подразделений:
— общеобразовательная школа;
— учебно-производственные мастерские;
— служба реабилитации воспитанниц;
— медико-санитарная часть;
— служба режима;
— административно-хозяйственная часть.
На территории училища расположен памятник З. А. Космодемьянской — один из трёх памятников Ишимбая, посвящённых Герою Советского Союза.

## Тривия
На всероссийском совещании руководящих и педагогических работников специальных учебно-воспитательных учреждений, прошедшим в 2016 году, директор Ишимбайского СУВУ Гаяз Садыкович Нафиков отметил:

Не знаю, как это получается, но наши дети — очень способные. На предметных олимпиадах в Майкопе уже несколько лет занимают первые места. И в спорте, и на конкурсах по профессии. Мы даем две профессии — швея и штукатур— http://профилактика-зависимостей.рф/images/arx_8_16/sovechanie.pdf
Воспитанницы регулярно участвуют в конкурсе профессионального мастерства среди федеральных специальных учебно-воспитательных учреждений, которое проводится с 2008 года.
Воспитанницы занимаются шашками, занимая призовые места в личном и командном зачетах на районном уровне